# Disyunción exclusiva
En lógica proposicional, la disyunción exclusiva (también llamado bidisyuntor lógico, disyuntor excluyente, «or» fuerte, «or» exclusivo, o desigualdad material) es un operador lógico simbolizado como XOR, EOR, EXOR, ⊻ , ⊕ o {\displaystyle \nleftrightarrow } es un tipo de disyunción lógica de dos operandos.

## Definición
Podemos definir la disyunción exclusiva: {\displaystyle \nleftrightarrow }, a través de la función de verdad de sus conectivas lógicas:
{\displaystyle {\begin{array}{rccl}\nleftrightarrow :&{\mathcal {P}}\times {\mathcal {P}}&\longrightarrow &{\mathcal {P}}\\&(a,b)&\mapsto &c=a\nleftrightarrow b\end{array}}}
Una disyunción exclusiva solamente es verdadera cuando ambas frases tienen valores diferentes y es falsa si las dos frases son ambas verdaderas o ambas falsas.
La tabla de la verdad de la disyunción exclusiva es esta
| a | b | {\displaystyle a\nleftrightarrow b} |
| - | - | ----------------------------------- |
| F | F | F                                   |
| V | F | V                                   |
| F | V | V                                   |
| V | V | F                                   |

## Demarcación y equivalencias
La diferencia entre la disyunción exclusiva y la disyunción inclusiva es que en la disyunción inclusiva hay «información adicional», que «del inicio es claro que uno de las dos alternativas debe ser verdadera», es decir que no sólo al menos que una situación, sino que más de una de las dos situaciones existen.
Las equivalencias de la disyunción exclusiva incluye:
- Negación de la bicondicional {\displaystyle \neg (A\leftrightarrow B)}[3]
- {\displaystyle (A\vee B)\wedge \neg (A\wedge B)}
- {\displaystyle (A\vee B)\wedge (\neg A\vee \neg B)}
- {\displaystyle (A\wedge \neg B)\vee (\neg A\wedge B)}.

## Significado y aplicaciones prácticas
La importancia de la disyunción exclusiva en la lógica moderna es baja, «porque deja formular pocas relaciones». Sin embargo, en el Álgebra de Boole la disyunción exclusiva es de gran importancia; la propiedad, que la doble aplicación de la disyunción exclusiva resulta en la identidad, es útil en la criptografía, donde deja de utilizar la misma función en el cifrado y el desciframiento, y también en el uso del sistema RAID.

## Equivalencias, simplificación, e introducción
La disyunción exclusiva {\displaystyle p\nleftrightarrow q} puede ser expresada en términos de conjunción lógica ({\displaystyle \wedge }), disyunción lógica ({\displaystyle \lor }), y negación ({\displaystyle \lnot }) de la siguiente manera:
{\displaystyle {\begin{matrix}p\nleftrightarrow q&=&(p\land \lnot q)\lor (\lnot p\land q)\end{matrix}}}
La disyunción exclusiva {\displaystyle p\nleftrightarrow q} puede ser expresada de la siguiente manera:
{\displaystyle {\begin{matrix}p\nleftrightarrow q&=&\lnot (p\land q)\land (p\lor q)\end{matrix}}}
Esta representación del XOR puede resultar útil en la construcción de un circuito o una red, ya que sólo tiene un operador {\displaystyle \lnot } y un número reducido de operadores {\displaystyle \wedge } y {\displaystyle \lor }. La prueba de esta identidad es la siguiente:
{\displaystyle {\begin{matrix}p\nleftrightarrow q&=&(p\land \lnot q)&\lor &(\lnot p\land q)\\&=&((p\land \lnot q)\lor \lnot p)&\land &((p\land \lnot q)\lor q)\\&=&((p\lor \lnot p)\land (\lnot q\lor \lnot p))&\land &((p\lor q)\land (\lnot q\lor q))\\&=&(\lnot p\lor \lnot q)&\land &(p\lor q)\\&=&\lnot (p\land q)&\land &(p\lor q)\end{matrix}}}
A veces es útil escribir {\displaystyle p\nleftrightarrow q} de las siguientes formas:
{\displaystyle {\begin{matrix}p\nleftrightarrow q&=&\lnot ((p\land q)\lor (\lnot p\land \lnot q))\end{matrix}}}
Esta equivalencia se puede establecer mediante la aplicación de las Leyes de De Morgan dos veces para la cuarta línea de la prueba anterior.

## Propiedades de la disyunción exclusiva
La disyunción exclusiva es asociativa y conmutativa. Además, es su propia inversa y distributiva con respecto a la conjunción lógica, mas no con respecto a la condicional: 
{\displaystyle A\wedge (B\nleftrightarrow C)=(A\wedge B)\nleftrightarrow (A\wedge C)}